# كاتسومي اوينوكي
كاتسومي اوينوكي (大榎 克己) (ولد 3 أبريل 1965) هو لاعب كرة قدم ياباني سابق، شارك في كأس آسيا 1988.

## روابط خارجية
1. ↑  "معلومات عن كاتسومي اوينوكي على موقع data.j-league.or.jp". data.j-league.or.jp. مؤرشف من الأصل في 2017-09-21.
2. ↑  "معلومات عن كاتسومي اوينوكي على موقع transfermarkt.com". transfermarkt.com. مؤرشف من الأصل في 2020-03-31.
3. ↑  "معلومات عن كاتسومي اوينوكي على موقع footballdatabase.eu". footballdatabase.eu. مؤرشف من الأصل في 2019-12-12.

- كاتسومي اوينوكي على موقع رابطة كرة القدم اليابانية للمحترفين (اليابانية)
- كاتسومي اوينوكي على موقع قاعدة بيانات كرة القدم.إي يو (الإنجليزية)
- كاتسومي اوينوكي على موقع ناشيونال فوتبول تيمز (الإنجليزية)
- كاتسومي اوينوكي على موقع Soccerway.com (الإنجليزية)
- كاتسومي اوينوكي على موقع عالم كرة القدم.نت (الإنجليزية)